# Acacia tolmerensis
Acacia tolmerensis är en ärtväxtart som beskrevs av Gregory John Leach. Acacia tolmerensis ingår i släktet akacior, och familjen ärtväxter. Inga underarter finns listade i Catalogue of Life.